# Campeonato de Primera Fuerza 1941/42
In 1941/42 werd het negentiende seizoen gespeeld van het Campeonato de Primera Fuerza, de hoogste amateurklasse van het Mexicaanse voetbal. Club España werd kampioen.

## Eindstand
| Plaatsa | Club              | Wed. | W | G | V | Saldo | Ptn. |
| ------- | ----------------- | ---- | - | - | - | ----- | ---- |
| 1.      | Club España       | 14   | 7 | 4 | 3 | 38:26 | 18   |
| 2.      | Atlante           | 14   | 8 | 2 | 4 | 44:36 | 18   |
| 3.      | Moctezuma         | 14   | 8 | 1 | 5 | 38:29 | 17   |
| 4.      | Necaxa            | 14   | 5 | 5 | 4 | 31:30 | 15   |
| 5.      | Marte             | 14   | 6 | 2 | 6 | 34:35 | 14   |
| 6.      | Selección Jalisco | 14   | 4 | 4 | 6 | 28:33 | 12   |
| 7.      | América           | 14   | 4 | 1 | 9 | 41:53 | 9    |
| 8.      | Asturias          | 14   | 4 | 1 | 9 | 30:42 | 9    |

|  | Play-off titel |

## Play-off
|             |             |       |         |                            |
| 10 mei 1942 | Club España | 5 – 4 | Atlante | Parque España, Mexico-Stad |
| 10 mei 1942 |             |       |         | Parque España, Mexico-Stad |

### Kampioen
| Campeonato de Primera Fuerza 1941/42 |
| Mexico                               |
| ------------------------------------ |
| CLUB ESPAÑa Kampioen (14° titel)     |

## Topschutters
| Speler              | Speler      | Goals | Club      |
| ------------------- | ----------- | ----- | --------- |
| Vlag van Costa Rica | Rafael Meza | 20    | Moctezuma |